# Danny Howard
Danny Howard est un disc-jockey anglais né le 14 juillet 1987 à Blackpool.
Depuis avril 2012, le britannique anime un podcast, Dance Anthems with Danny Howard, durant 3 heures chaque samedi sur BBC Radio 1.

## Discographie[3]

### Singles
- 2011 : Red Man Rising (avec Futuristic Polar Bears) [Polar Bear Music]
- 2011 : Drop The Beat (avec Futuristic Polar Bears) [Polar Bear Music]
- 2012 : Twenty Nine [Oxygen (Spinnin')]
- 2012 : Follow [Magik Muzik]
- 2012 : Adagio For Strings [Magik Muzik]
- 2012 : Feel It [Pacha Recordings]
- 2012 : Sending Out An S.O.S. (avec Kryder) [Spinnin Records]
- 2013 : Apex [Spinnin Records]
- 2013 : Spire [Spinnin Records]
- 2013 : Thundergod (avec Futuristic Polar Bears) [Carrillo Music LLC]
- 2014 : MUG (avec Glowinthedark) [Spinnin Records]
- 2014 : Vargo (avec Futuristic Polar Bears) [Spinnin Records]
- 2014 : Romani (avec Futuristic Polar Bears) [Spinnin Records]
- 2015 : Bullet [Spinnin Records]

### Remixes
- 2012 : Ferry Corsten, Chicane - One Thousand Suns (Danny Howard Remix) [Modena Records]
- 2013 : Example - Perfect Replacement (Danny Howard Remix) [Ministry of Sound]
- 2013 : Bingo Players, Far East Movement - Get Up (Rattle) (Danny Howard Vocal Mix) [Spinnin Records - Republic]
- 2014 : Galantis - Smile (Danny Howard Remix) [Big Beat Records]
- 2014 : Fedde Le Grand - Twisted (Danny Howard Remix) [Flamingo Recordings]